# Brvenica, Raška
Brvenica (izvirno srbsko Брвеница) je naselje v Srbiji, ki upravno spada pod Občino Raška; slednja pa je del Raškega upravnega okraja.

## Demografija
V naselju, katerega izvirno (srbsko-cirilično) ime je Брвеница, živi 250 polnoletnih prebivalcev, pri čemer je njihova povprečna starost 46,4 let (46,2 pri moških in 46,6 pri ženskah). Naselje ima 102 gospodinjstev, pri čemer je povprečno število članov na gospodinjstvo 2,92.
To naselje je popolnoma srbsko (glede na rezultate popisa iz leta 2002), a v času zadnjih treh popisov je opazno zmanjšanje števila prebivalcev.
|  |

| Demografija | Demografija     | Demografija     |
| Leto        | Št. prebivalcev | Št. prebivalcev |
| ----------- | --------------- | --------------- |
|             |                 |                 |
|             |                 |                 |
|             |                 |                 |
|             |                 |                 |
| 1948        | 445             |                 |
| 1953        | 476             |                 |
| 1961        | 508             |                 |
| 1971        | 439             |                 |
| 1981        | 389             |                 |
| 1991        | 360             | 360             |
| 2002        | 299             | 298             |
|             |                 |                 |

| Etnična sestava po popisu iz leta 2002 | Etnična sestava po popisu iz leta 2002 | Etnična sestava po popisu iz leta 2002 | Etnična sestava po popisu iz leta 2002 | Etnična sestava po popisu iz leta 2002 |
| -------------------------------------- | -------------------------------------- | -------------------------------------- | -------------------------------------- | -------------------------------------- |
| Srbi                                   | Srbi                                   |                                        | 298                                    | 100,0%                                 |
| Neznano                                | Neznano                                |                                        | 0                                      | 0,0%                                   |